# (37724) 1996 TP30
1996 TP30 (asteroide 37724) é um asteroide da cintura principal. Possui uma excentricidade de 0.20260050 e uma inclinação de 2.73349º.
Este asteroide foi descoberto no dia 7 de outubro de 1996 por Spacewatch em Kitt Peak.